# Oberst Race
Oberst Race er en britisk efterretningsofficer, som optræder i fire af Agatha Christies kriminalromaner, Mysteriet i Marlow og Var det mord?, hvor han er den, der opklarer gåden, samt Kortene på bordet og Døden på Nilen, hvor han assisterer Hercule Poirot.
Race er en ret typisk repræsentant for britiske officerer, der har gjort tjeneste i kolonierne. I Mysteriet i Marlow (1924)  beskriver Anne Beddingsfield ham som en ca. 40 år gammel, rank, mørk, bronzebrun mand, der har en vis svaghed for jagthistorier. I løbet af opklaringen bliver han forelsket i den unge eventyrlystne Anne, som også er tiltrukket af ham. Hun ender dog med at gifte sig med en anden, men forudsiger som en form for trøst, at Race vil få en strålende karriere. Hans reaktion på Annes valg er rolig og fattet: "Jeg har stadig mit arbejde."
Ca. 12 år efter sin første optræden er Race med til et middagsselskab, hvor værten bliver myrdet. I denne sag har han et fint samarbejde med Poirot, og dette samarbejde fortsætter året efter i Døden på Nilen, hvor Poirot ganske vist opklarer drabssagen, men Race får til gengæld afværget en trussel mod Storbritanniens sikkerhed.
Var det mord? (1945) er den sidste roman, oberst Race optræder i. Som i Kortene på bordet er der tale om et drab, begået under en selskabelig sammenkomst. Efter opklaringen går Race, der nu er over 60 år gammel, formentlig på en velfortjent pension.